# Thrust reverser
Thrust reverser anvendes af fly til at reducere flyets landingsdistance, og til at aflaste hjulbremserne. Thrust reverser bremser ved at flymotor(erne) retter udstødningsgassen, eller en anden luftstrøm, fremad. Thrust reverser aktiveres kort efter at hjulene har kontakt med landingsbanen og kan reducere landingen med en fjerdedel eller mere. Af støjhensyn er thrust reversers ikke tilladt i alle lufthavne. Nogle fly kan også bakke op til 30 km/t på jorden.   

## Konstruktion
På jetfly består reverseringsanordningen sædvanligvis af skjolde som udfældes bag jetmotorens udstødningsdyse, således at udstødningsgassen, der normalt er rettet bagud, i stedet for omdirigeres og rettes skråt fremad, hvilket giver en bremsende kraft. Designet varierer mellem forskellige flytyper. 
På propelfly anvendes propeller med stilbare blade til at give en fremadrettet luftstrøm.

## Anvendelse
Thrust reversers aktiveres manuelt af piloten, kort efter at flyet har ramt landingsbanen, og piloten vurderer at landingen kan gennemføres. Håndtaget der styrer thrust reverseren er ofte kombineret med gashåndtaget og aktiveres ofte sammen med spoilerne. Man øger også motorens omdrejninger, som giver en stærk lydeffekt der kan høres i flyets kabine, og i lufthavnen. 
Automatisk thrust reverser anvendes næsten aldrig, fordi det ville udgøre en sikkerhedsrisiko. Selv om de fleste landinger er udramatiske, er der situationer, hvor landingen skal afbrydes meget sent. Nogle gange endda efter, at hjulene rører landingsbanen. I en sådan situation, kan en automatisk thrust reverser forårsage at flyet mister så meget fart, at det ikke kan lette igen.
Når det bruges korrekt, giver thrust reversers en betydeligt reduceret bremselængde, hvilket giver en større sikkerhedsmargin. De fleste luftfartsmyndigheder strækningsgodkender dog kun flytyper til lufthavne, hvis de kan lande uden thrust reverser.
Thrust reverser kan også øge effektiviteten af travle lufthavne, fordi flyene hurtigere kan forlade landingsbanen.

## Thrust reverser under flyvning
Moderne passagerfly anvender udelukkende thrust reverser til landing, men der er fly, der bruger dem i andre faser af flyvningen. Hawker Siddeley Trident, et ældre fly med op til 180 pladser, kunne opnå en nedstigningshastighed på 3.050 m/min ved hjælp af thrust reversers, men sjældent brugt. Det store militære transportfly Boeing C-17 Globemaster bruger thrust reverser til at dykke med 4.600 m/min i krigszoner, hvor en stejl indflyvning før landing reducerer risikoen for at blive skudt ned. Det tidligere svenske kampfly Saab 37 Viggen brugte thrust reverser lige før landingen. Hensigten var at kunne udnytte nogle vejstrækninger på almindelige svenske veje som interimistiske landingsbaner i krigstid.